# Sezon snookerowy 2022/2023
Sezon snookerowy 2022/2023 – seria turniejów snookerowych rozgrywanych między 28 czerwca 2022 a 1 maja 2023 roku.

## Gracze
W sezonie 2022/2023 bierze udział 128 profesjonalnych zawodników, z czego 64 zawodników z rankingu zarobkowego na koniec poprzedniego sezonu i kolejnych 32 zawodników obsadzonych z automatu graczami, którzy w zeszły roku otrzymali kartę gry na okres 2 lat. Cztery kolejne miejsca uzupełniają najlepsi gracze z rankingu obejmującego tylko jeden sezon, którzy nie zakwalifikowali się do gry z innej listy, kolejne dwa miejsca obsadzone są zawodnikami z EBSA Qualifying Tour Play-Offs, dwóch zawodników pochodzi z World Women’s Snooker Tour, kolejne dwanaście miejsc dla najlepszych zawodników z Q School. Dodatkowe cztery miejsca dla zawodników z Q School Azji i Oceanii. Reszta miejsc dla zawodników z turniejów amatorskich i nominowanych dziką kartą.
|  | Międzynarodowe mistrzostwa: 1. WSF Championship 2022 (WSF): Si Jiahui 2. WSF Junior Champioship 2022 (WSF): Anton Kazakow 3. European Championships 2021 (EBSA): Oliver Brown 4. European Championships U21 2021 (EBSA): Dylan Emery 5. European Championships 2022 (EBSA): Andres Petrov 6. European Championships U21 2022: Ben Mertens 7. Asia-Pacific Championship 2022 (APSBF): Ryan Thomerson 8. Pan American Championship 2021 (PABSA): Victor Sarkis 9. African Championship 2022 (ABSC): Mohamed Ibrahim Ranking jednoroczny 1. Ashley Hugill 2. Michael White 3. Allan Taylor (snookerzysta) 4. David Lilley Q Tour 1. Sean O’Sullivan 2. Julien Leclercq (snookerzysta) CBSA China Tour 1. Peng Yisong World Women’s Snooker Tour 1. Nutcharut Wongharuthai 2. Rebecca Kenna | Q School 1. Rod Lawler 2. Fergal O’Brien 3. Andy Lee 4. Bai Langning 5. Adam Duffy 6. Zak Surety 7. Aaron Hill 8. Sanderson Lam 9. Lukas Kleckers 10. Jenson Kendrick 11. John Astley 12. James Cahill (snookerzysta) Q School Azji i Oceanii 1. Mohammad Asif 2. Asjad Iqbal 3. Dechawat Poomjaeng 4. Himanshu Dinesh Jain Specjalne nominacje 1. Stephen Hendry 2. Ken Doherty |

## Kalendarz
Kalendarz najistotniejszych (w szczególności rankingowych) turniejów snookerowych w sezonie 2022/2023.

| Daty  | Daty  | Gospodarz         | Nazwa turnieju             | Miejsce                   | Miasto        | Zwycięzca                             | Finalista                | Wynik |
| ----- | ----- | ----------------- | -------------------------- | ------------------------- | ------------- | ------------------------------------- | ------------------------ | ----- |
| 13.07 | 17.07 | Stany Zjednoczone | World Games                | Sheraton Hotel            | Birmingham    | Cheung Ka Wai                         | Abdelrahman Shahin       | 3–1   |
| 28.06 | 29.07 | Anglia            | Championship League        | Leicester Arena           | Leicester     | Luca Brecel                           | Lu Ning                  | 3–1   |
| 16.08 | 21.08 | Niemcy            | European Masters           | Stadthalle                | Fürth         | Kyren Wilson                          | Barry Hawkins            | 9–3   |
| 24.09 | 25.09 | Anglia            | World Mixed Doubles        | Marshall Arena            | Milton Keynes | Neil Robertson Nutcharut Wongharuthai | Mark Selby Rebecca Kenna | 4–2   |
| 26.09 | 02.10 | Anglia            | British Open               | Marshall Arena            | Milton Keynes | Ryan Day                              | Mark Allen               | 10–7  |
| 06.10 | 09.10 | Hongkong          | Hong Kong Masters          | Hong Kong Coliseum        | Hongkong      | Ronnie O’Sullivan                     | Marco Fu                 | 6–4   |
| 16.10 | 23.10 | Irlandia Północna | Northern Ireland Open      | Waterfront Hall           | Belfast       | Mark Allen                            | Zhou Yuelong             | 9–4   |
| 31.10 | 06.11 | Anglia            | Champion of Champions      | Bolton Whites Hotel       | Bolton        | Ronnie O’Sullivan                     | Judd Trump               | 10–6  |
| 12.11 | 20.11 | Anglia            | UK Championship            | Barbican Centre           | York          | Mark Allen                            | Ding Junhui              | 10–7  |
| 28.11 | 04.12 | Szkocja           | Scottish Open              | Meadowbank Sports Centre  | Edynburg      | Gary Wilson                           | Joe O’Connor             | 9–2   |
| 12.12 | 18.12 | Anglia            | English Open               | Brentwood Centre          | Brentwood     | Mark Selby                            | Luca Brecel              | 9–6   |
| 08.01 | 15.01 | Anglia            | Masters                    | Alexandra Palace          | Londyn        | Judd Trump                            | Mark Williams            | 10–8  |
| 16.01 | 22.01 | Anglia            | World Grand Prix           | The Centaur               | Cheltenham    | Mark Allen                            | Judd Trump               | 10–9  |
| 25.01 | 28.01 | Anglia            | Shoot Out                  | Morningside Arena         | Leicester     | Chris Wakelin                         | Julien Leclercq          | 1–0   |
| 01.02 | 05.02 | Niemcy            | German Masters             | Tempodrom                 | Berlin        | Allister Carter                       | Tom Ford                 | 10–3  |
| 13.02 | 19.02 | Walia             | Welsh Open                 | Venue Cymru               | Llandudno     | Robert Milkins                        | Shaun Murphy             | 9–7   |
| 20.02 | 26.02 | Anglia            | Players Championship       | Aldersley Leisure Village | Wolverhampton | Shaun Murphy                          | Allister Carter          | 10–4  |
| 19.12 | 02.03 | Anglia            | Championship League        | Leicester Arena           | Leicester     | John Higgins                          | Judd Trump               | 3–1   |
| 06.03 | 11.03 | Tajlandia         | Six-red World Championship | Convention Centre         | Bangkok       | Ding Junhui                           | Thepchaiya Un-Nooh       | 8–6   |
| 16.03 | 22.03 | Anglia            | WST Classic                | Leicester Arena           | Leicester     | Mark Selby                            | Pang Junxu               | 6–2   |
| 27.03 | 02.04 | Anglia            | Tour Championship          | Bonus Arena               | Hull          | Shaun Murphy                          | Kyren Wilson             | 10–7  |
| 15.04 | 01.05 | Anglia            | Mistrzostwa Świata         | Crucible Theatre          | Sheffield     | Luca Brecel                           | Mark Selby               | 18–15 |

| Turnieje rankingowe               |
| Inne turnieje, nierankingowe      |
| Inne ważne turnieje nierankingowe |

## Przyznawane nagrody pieniężne w turniejach
| Nazwa turnieju              | O 144 | O 128 | O 112  | O 96   | O 80    | O 64   | O 48    | O 32    | O 24   | O 16    | Ćwierćfinał | O 6    | Półfinał | Finalista | Zwycięzca |
| --------------------------- | ----- | ----- | ------ | ------ | ------- | ------ | ------- | ------- | ------ | ------- | ----------- | ------ | -------- | --------- | --------- |
| Championship League Snooker | –     | £0    | –      | £1 000 | –       | £2 000 | –       | £4 000  | £5 000 | £6 000  | £8 000      | £9 000 | £11 000  | £23 000   | £33 000   |
| European Masters            | –     | £0    | –      | –      | –       | £3 000 | –       | £4 500  | –      | £7 500  | £11 000     | –      | £17 500  | £35 000   | £80 000   |
| British Open                | –     | £0    | –      | –      | –       | £3 000 | –       | £5 000  | –      | £8 000  | £12 000     | –      | £20 000  | £45 000   | £100 000  |
| Northern Ireland Open       | –     | £0    | –      | –      | –       | £3 000 | –       | £4 500  | –      | £7 500  | £11 000     | –      | £17 500  | £35 000   | £80 000   |
| UK Championship             | £0    | –     | £2 500 | –      | £5 000  | –      | £7 500  | £10 000 | –      | £15 000 | £25 000     | –      | £50 000  | £100 000  | £250 000  |
| Scottish Open               | –     | £0    | –      | –      | –       | £3 000 | –       | £4 500  | –      | £7 500  | £11 000     | –      | £17 500  | £35 000   | £80 000   |
| English Open                | –     | £0    | –      | –      | –       | £3 000 | –       | £4 500  | –      | £7 500  | £11 000     | –      | £17 500  | £35 000   | £80 000   |
| World Grand Prix            | –     | –     | –      | –      | –       | –      | –       | £5 000  | –      | £7 500  | £12 500     | –      | £20 000  | £40 000   | £100 000  |
| German Masters              | –     | £0    | –      | –      | –       | £3 000 | –       | £4 500  | –      | £7 500  | £11 000     | –      | £17 500  | £35 000   | £80 000   |
| Shoot-Out                   | –     | £250  | –      | –      | –       | £500   | –       | £1 000  | –      | £2 000  | £4 000      | –      | £8 000   | £20 000   | £50 000   |
| Welsh Open                  | –     | £0    | –      | –      | –       | £3 000 | –       | £4 500  | –      | £7 500  | £11 000     | –      | £17 500  | £35 000   | £80 000   |
| Players Championship        | –     | –     | –      | –      | –       | –      | –       | –       | –      | £10 000 | £15 000     | –      | £30 000  | £50 000   | £125 000  |
| WST Classic                 | –     | £0    | –      | –      | –       | £3 000 | –       | £4 500  | –      | £7 500  | £11 000     | –      | £17 500  | £35 000   | £80 000   |
| Tour Championship           | –     | –     | –      | –      | –       | –      | –       | –       | –      | –       | £20 000     | –      | £40 000  | £60 000   | £150 000  |
| Mistrzostwa Świata          | £0    | –     | £5 000 | –      | £10 000 | –      | £15 000 | £20 000 | –      | £30 000 | £50 000     | –      | £100 000 | £200 000  | £500 000  |